# آلکیل‌دار کردن
آلکیل‌دار کردن (به انگلیسی: Alkylation) یک واکنش شیمیایی در شیمی آلی است که طی آن یک گروه آلکیل به یک مولکول متصل می‌شود. این گروه می‌تواند به صورت کربوکاتیون، رادیکال، کاربن یا کربانیون جابجا شود. آلکیل دار کردن موجب افزایش تعداد اتمها و در نتیجه افزایش جرم مولکولی محصول واکنش می‌شود. از کاربردهای این فرایند در تولید سوخت‌های هیدروکربنی با عدد اکتان بالا است که نخستین بار در طول جنگ جهانی دوم و برای تولید سوخت هواپیماها توسعه یافت. همچنین از دیگر کاربردهای این واکنش در شیمی‌درمانی و به منظور درمان سرطان از طریق آسیب رساندن به دی‌ان‌ای سلول‌های سرطانی است.

آلکیل‌دار کردن مولکول بنزن طی واکنش فریدل-کرافتس.